# إبراهيم العبيدي
إبراهيم العُبَيِدي (من علماء القرن الثاني عشر الهجري) هو شيخ القراء بالديار المصرية الشيخ إبراهيم بن عامر بن علي العُبيدي، وقيل: هو إبراهيم بن بدوي بن أحمد العُبيدي (نسبة إلى بني عبيد قرية بمحافظة البحيرة) الحسيني المقرئ المالكي الأزهري. عالم بالقراءات من أهل مصر مولداً وموطناً، وكان حياً عام 1237هـ، حيث لقيه الشيخ عبد الرحمن بن حسن صاحب "مجموع الرسائل النجدية"، وإليه ينتهى غالب أسانيد القراء المتأخرين، وجميع الأسانيد التي تتميز بالعلو في هذا العصر من طريقه، وعُرف بمحرر الطيبة.

## شيوخه
أخذ القراءات عن الشيخ عبد الرحمن بن حسن الأجهوري، والشيخ علي بن حسن البدري، والشيخ محمد المنير السمنودي، والشيخ مصطفى العزيزي.

## تلاميذه
- الشيخ أحمد المرزوقي المالكي شيخ القراء في مصر ومكة.
- الشيخ أحمد بن محمد المعروف بسلمونة.
- الشيخ علي الحداد.[4]

## مؤلفاته
من مؤلفاته:
- التحارير المنتخبة على متن الطيبة.
- عمدة التحقيق في بشائر آل الصديق.
- قلائد العقيان في مفاخر آل عثمان.
- أدلة التسليم في فضل البحيرة عن سائر الأقاليم.
- رياض العارفين في مراسلات الأستاذ محمد زين العابدين البكري.
- الدر المنضد في الاسم الشريف أحمد. فرغ منه سنة 1101هـ أوله حمدا لمن جعل الوزارة المصرية تعدل الخلافة الأموية الخ.[6]